# Phanias albeolus
Phanias albeolus är en spindelart som först beskrevs av Chamberlin, Ivie 1941.  Phanias albeolus ingår i släktet Phanias och familjen hoppspindlar. Inga underarter finns listade i Catalogue of Life.